# József Várszegi
József Várszegi (Győr, 7 settembre 1910 – Budapest, 12 giugno 1977) è stato un giavellottista ungherese.

## Palmarès

### Olimpiadi
- Bronzo a Londra 1948 nel lancio del giavellotto.

### Europei
- Bronzo a Parigi 1938 nel lancio del giavellotto.

### Giochi internazionali universitari
- Oro a Torino 1933 nel lancio del giavellotto.
- Oro a Parigi 1947 nel lancio del giavellotto.
- Argento a Torino 1937 nel lancio del giavellotto.